# Harburg (Eichsfeld)
Die Harburg, auch Horeburg genannt, ist ein Burgrest auf dem Gebiet der Ortschaft Haynrode im Landkreis Eichsfeld in Thüringen.

## Lage

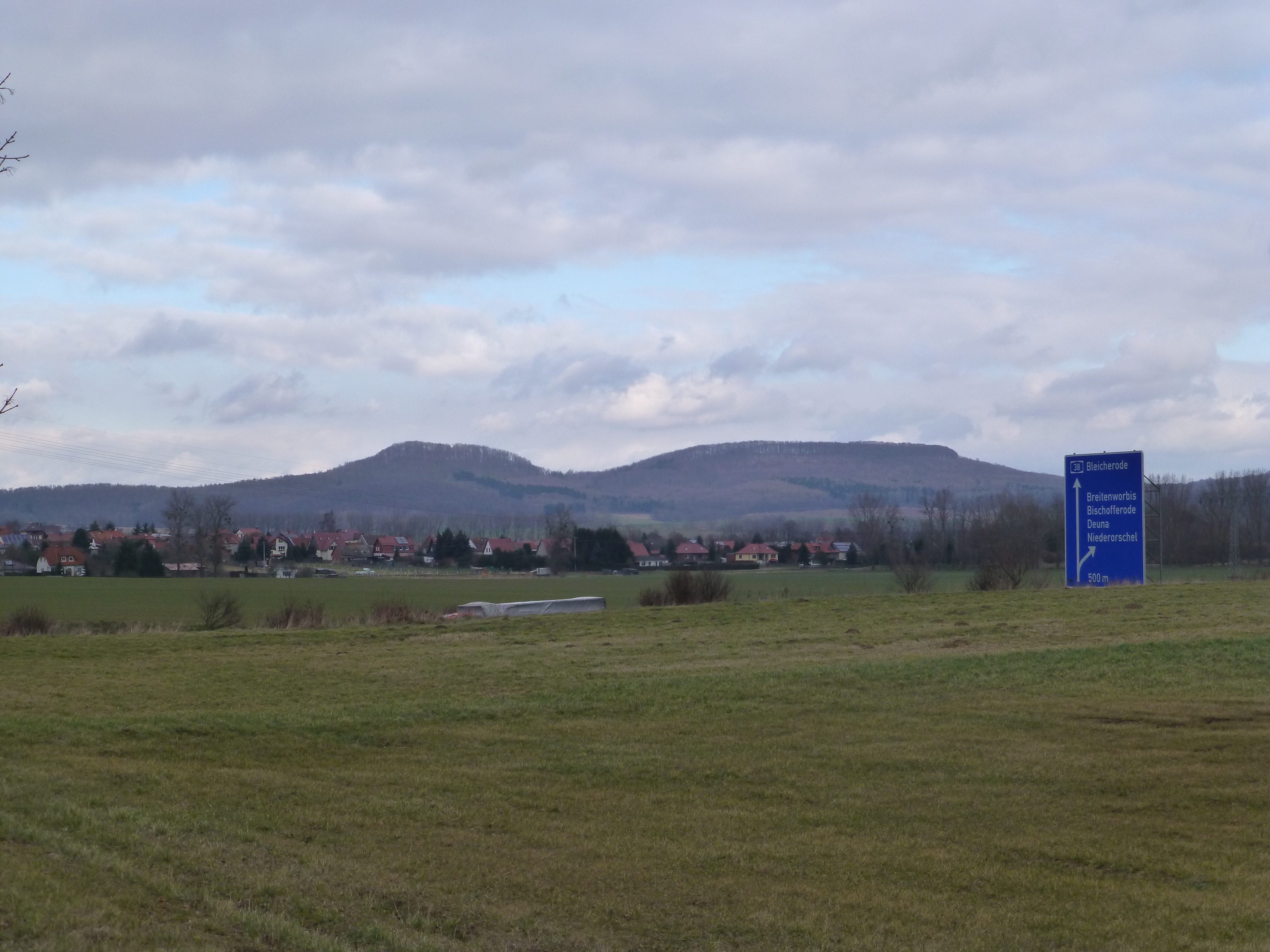
Das Bergpaar Haarburg (links) und Hubenberg (rechts) aus Richtung Breitenworbis gesehen

Die Ruine der Höhenburg liegt auf dem gleichnamigen Berg Harburg (oder Haarburg) auf einer Höhe von 453 m ü. NHN etwa 1,2 km (Luftlinie) südöstlich von Haynrode. Weitere Orte am Fuße des Berges sind Buhla im Osten, Ascherode im Südosten und Breitenworbis im Südwesten. Der bewaldete kegelförmige Zeugenberg gehört mit dem unmittelbar benachbarten Hubenberg (453 m ü. NHN) zu den Bleicheröder Bergen, westlich befindet sich der zum Ohmgebirge gehörende Himberg (463 m ü. NHN). Westlich vorbei führt die Landesstraße L 1014 von Breitenworbis nach Haynrode zum Forsthaus Hahn, von wo man über einen Wanderweg auf die Bergkuppe gelangt. Der Bergkegel aus Muschelkalk sitzt der umliegenden Buntsandsteinlandschaft als Zeugenberg auf, welche durch Karsterscheinungen und Erdfälle gekennzeichnet ist.
Die Bergkette vom Hubenberg bis zum Ohmgebirge bildete die historische Grenze zwischen dem Eichsfeld und den benachbarten Herrschaftsgebieten.

## Geschichte
Wahrscheinlich erst 1073/74 als befestigte Gegenanlage zur benachbarten Hasenburg errichtet, wurde die Harburg um 1120 ohne Angabe des Besitzers als »Horeburg« genannt. Sie scheint dem Markgrafen von Stade gehört zu haben, denn unter den Besitzungen, die der Mainzer Erzbischof Adalbert I. (1111–1137) von Richardis von Stade erhielt, wurde neben dem Kloster Gerode auch die Harburg genannt. Die kleine Feste blieb eine Ministerialenburg, zu der zunächst kein größeres Verwaltungsgebiet gehörte, obwohl zwischen 1133 und 1148 einige Burggrafen von Harburg erscheinen, die aber -dem Hochadel angehörend- nur den Titel trugen und als erzbischöfliche Beamte agierten. 1139 gelangt sie als Lehen auch an die Grafen von Gleichen.
Bereits 1165 wurde die Harburg mit Burgruine Rusteberg in einer Fehde zwischen Erzbischof Konrad von Mainz und Kaiser Barbarossa zerstört und bald darauf dem Landgrafen von Thüringen als Mitbesitzer übereignet.
Nach dem Tode des Erzbischofs Johann von Luxemburg-Ligny 1373 wählte ein Teil des Mainzer Domkapitels den 20-jährigen Bischof von Speyer, Adolf von Nassau, zum Administrator des Erzstifts. Papst Gregor XI. ernannte jedoch, auf Wunsch von Kaiser Karl IV., stattdessen Ludwig von Meißen zum Erzbischof. Es kam zu jahrelangen kriegerischen Auseinandersetzungen, die besonders in Thüringen und im Eichsfeld ausgetragen wurden. Hierbei nahmen Bürger von Duderstadt und Heiligenstadt sowie mainzische Lehensleute die landgräflich-thüringischen Burgen Worbis und Harburg, dessen sich Landgraf Balthasar von Thüringen, ein Vetter des Ludwig, ganz bemächtigt hatte, ein und übergaben sie Adolf von Nassau. Seit dieser Zeit behauptete Mainz diese Besitzungen, verpfändete sie aber 1381 für 200 Jahre als Amt Harburg mit dem benachbarten Amt Worbis an Siegfried von Bültzingslöwen.
Im Bauernkrieg wurde die Harburg um den 5. bis 8. Mai 1525 von aufständischen Bauern aus den Haufen Thomas Müntzers und Johannes Pfeiffers eingenommen und größtenteils zerstört. Es wird jedoch noch 1622 vom Vogt Christoph Buchart zu Harburg berichtet. Die Burganlage verfiel dann vollständig. Aus ihren Steinen errichteten die Bültzingslöwener ihre Herrensitze und die Kirche in Haynrode sowie das Amtshaus in Worbis, denn seit 1350 bildeten Harburg und Worbis eine Verwaltungsgemeinschaft. Im Verlauf der Gegenreformation löste 1574 der Mainzer Kurfürst und Erzbischof Daniel Brendel von Homburg die Pfandschaft mit den Herren von Bültzingslöwen und setzte als Amtsleute bürgerliche Beamte ein.

### Burggrafen
Die kleine Harburg war keine Burg eines ortsansässigen Adligen, sondern eine Ministerialenburg, in der von den jeweiligen Besitzern der Burg und des Amtes Burgherren und Ministeriale eingesetzt wurden, darunter auch Grafen. Einige dieser Burgherren nannten sich dann auch zeitweise nach dieser Burg. Nachdem Kurmainz ab 1373 vollständig in den Besitz der Harburg gelangte, verpfändete sie diese für 200 Jahre als Amt Harburg-Worbis an die Herren von Bültzingslöwen. Nachfolgend einige Burgherren und Ministerialen:
- 1111–1139? Alberich (mit Söhnen) von Wegewardesburg und ein Graf von Weimar[4]
- 1133 Friderich de Horeburg, als Ministerialer der Grafen von Beichlingen[5]
- 1139–1148/51 Graf Ernst I. von Gleichen (Ernestus de Horeburg)
- 1151–1154? Wigger von Wartberg (Wartburg)[6]
- 1155 Rudeger, Friedrich, Bruno, Ministerialen von Horeburg[7]
- (1154–)1170 Graf Erwin II. von Gleichen[8] als Erbe seines Vaters Ernst I. (Comes Ernest de Horeburch)
- 1189 Hugo de Horeburg als Ministerialer
- 1296 Friedrich von Rosdorf und Dietrich von Hardenberg[9]

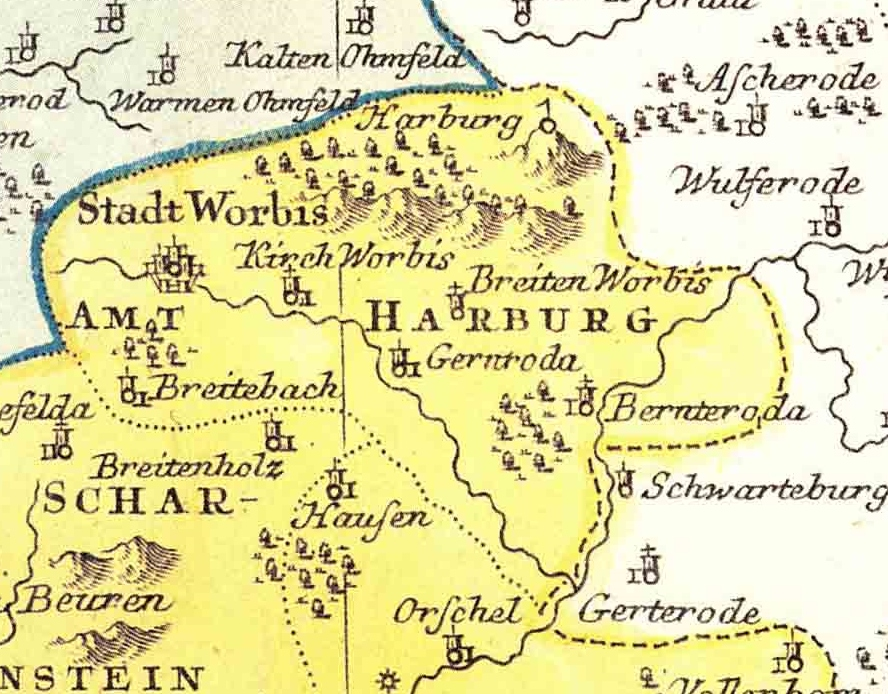
Das Amt Harburg-Worbis im 18. Jahrhundert

- 1303 Wetzel (Wezzelo) von Rengelrode und Friedrich von Worbis[10]
- 1312 Siegfried (IV.) von Bültzingslöwen[11]
- 1315 Wetzel von Rengelrode und Hermann gen. Rieme Amtleute auf Horburg[12]
- 1334 Johann von Wintzingerode[13]
- 1381–1574 Herren Bültzingslöwen

### Amt Harburg
Vermutlich gehörte die Region des späteren Amtes Harburg im frühen Mittelalter noch zum Wippergau. Der ursprüngliche Burgbezirk umfasste nur die Burg selbst und keine weiteren Besitzungen und Orte. 1538war ein Heise Karl Richter derer von Bültzingslöwen und des Gerichts Harburg, infolge der Zerstörung der Burg wurde wohl in Worbis Gericht gehalten. Nachdem Kurmainz in den vollen Besitz der Harburg gekommen ist, wurde sie von 1341 bis 1574 Sitz des Amtes Harburg. Kurfürst Adolf von Nassau verpfändete das Amt 1381 für fast 200 Jahre an die von Bültzingslöwen. 1574 wurden das Amt Harburg und das Gericht Worbis vereint und der Amtssitz nach Worbis verlegt. Folgende Dörfer gehörten zum Amt Harburg: Bernterode, Breitenworbis, Kirchworbis, Gernrode, Neustadt sowie die jetzt wüsten Orte Heppenrode, Hugenworbis, Neiderode, Nottenrode, Wendelrode, Hüchelheim und Herdigerode.

## Bauliches
Die Burganlage besitzt eine ovale Grundfläche mit einer Ausdehnung von etwa 27 × 20 m und war nach Osten hin durch zwei Wälle mit vorgelagerten Gräben gegen die Hochebene geschützt. Hier befindet sich auch eine 15 × 12 m messende Vorburg. Auf der Nordseite verweist eine etwas tiefer befindliche Terrasse, welche ebenfalls durch einen Schutzwall eingefasst wird, auf weitere Baulichkeiten. Nur die teilweise abgebrochene Ruine eines 8 × 17 m großen Steinbaues in der Kernburg blieb im Aufgehenden noch in beachtlichen Resten erhalten. Eine noch in den 1960er Jahren erkennbare Geländeeintiefung wurde als Zisterne interpretiert. Seit 2013 erfolgten Sanierungsarbeiten zur Sicherung der verbliebenen Mauerreste. Dabei wurden auf der Kernburg einige Mauerreste freigelegt, die zum Palas gehören. Des Weiteren sind nun auch die Grundrisse des Bergfrieds, eines zweiten Turmes und eines Bollwerkes sichtbar geworden.

## Heutige Nutzung
Die Burgstelle ist ein geschütztes Bodendenkmal. Das betreffende Gelände wird forstwirtschaftlich genutzt und ist für Besucher frei zugänglich.